# Ávila (tỉnh)

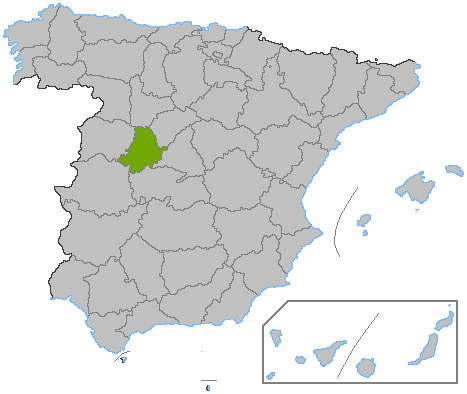
Tỉnh Ávila

Ávila là một tỉnh ở trung-tây Tây Ban Nha, ở khu vực phía nam của cộng đồng tự trị Castilla và León. Tỉnh này có ranh giới với các tỉnh Toledo, Cáceres, Salamanca, Valladolid, Segovia, và Madrid.
Ávila có dân số 165.138 (2002). Thủ phủ là Ávila.
Pico Almanzor là điểm cao nhất tỉnh này.

## Các đô thị

### Các đô thị quan trọng
(dân số năm 2006)
- Ávila 53.272 dân
- Arévalo 7.835 dân
- Arenas de San Pedro 6.682 dân
- Candeleda 5.137 dân
- Las Navas del Marqués 5.098 dân
- Sotillo de la Adrada 4.413 dân
- El Tiemblo 4.071 dân
- El Barco de Ávila 2.673 dân
- La Adrada 2.385 dân
- Cebreros 3.370 dân
- El Hoyo de Pinares 2.369 dân

xem thêm:
- Danh sách đô thị ở Ávila